# Polnisch-tschechische Beziehungen
Polnisch-tschechische Beziehungen sind die außenpolitischen Beziehungen zwischen Polen und Tschechien. Die beiden Länder sind Nachbarn und haben eine ungefähr 800 km lange gemeinsame Grenze. 
Bereits das Großmährische Reich hatte Beziehungen zum Fürsten der Wislanen in Kleinpolen, dem es die Annahme des Christentums im 9. Jahrhundert aufzwang. Der Konflikt zwischen Böhmen und Polen wurde 965 durch die Heirat Mieszko I. mit der Prinzessin Dubrawka von Böhmen beigelegt. Gleichwohl kam es ab 990 im Mittelalter immer wieder zum Streit zwischen den polnischen Piasten und den böhmischen Pschemisliden um Schlesien. Mieszkos Sohn Boleslaus der Tapfere schloss Böhmen, Mähren und die Slowakei Anfang des 11. Jahrhunderts an Polen an. Bschetislaus dagegen verwüstete Polen um 1040. Unter den letzten Pschemisliden Wenzel II. und Wenzel III. kam es Anfang des 14. Jahrhunderts zu einer Personalunion zwischen den Königreichen Böhmen und Polen. Unter den letzten Piasten und den Luxemburgern wurden die Konflikte um Schlesien und die polnische Krone beigelegt, endgültig im Kongress von Krakau 1364. Die Hussiten wurden von Polen teilweise unterstützt, der Krakauer Kardinal war jedoch ihr erbitterter Feind. Gleichwohl flohen viele Böhmische Brüder nach Polen-Litauen. Die polnisch-litauischen Jagiellonen regierten am Übergang vom Spätmittelalter zur Frühen Neuzeit in Böhmen. Nach deren Aussterben fiel Böhmen an die Habsburger. Polen-Litauen unterstütze die Habsburger am Anfang des Dreißigjährigen Kriegs, insbesondere bei den Kämpfen in Ungarn und in der Schlacht am Weißen Berg. Polen-Litauen wurde gleichwohl auch von den Habsburgern in den Polnischen Teilungen in der zweiten Hälfte des 18. Jahrhunderts aufgelöst. Nach dem Ersten Weltkrieg nahm die Zweite Polnische Republik mit der Tschechoslowakei 1920 diplomatische Beziehungen auf. Das Verhältnis wurde durch die Grenzkonflikte in Teschener Schlesien, Arwa und Zips überschattet. Es kam zum kurzzeitigen Polnisch-Tschechoslowakischen Grenzkrieg um Teschen und zur Besetzung des Olsa-Gebiets nach dem Münchner Abkommen durch Polen. Nach dem Zweiten Weltkrieg gehörten beide Staaten zum Ostblock. Nach dem Kalten Krieg schlossen beide Staaten 1991 einen Freundschaftsvertrag,  die Tschechoslowakei zerfiel jedoch zwei Jahre später in Tschechien und die Slowakei. Seit der Unabhängigkeit Tschechiens entwickeln sich die Beziehungen zwischen Polen und Tschechien positiv. Beide Staaten sind Mitglied der Europäischen Union, der NATO und der Visegrád-Gruppe.
Zur polnischen Minderheit in Tschechien bekennen sich im tschechischen Schlesien mehrere Zehntausend Personen im Teschener Schlesien und zur tschechischen Minderheit in Polen einige Tausend, ebenfalls hauptsächlich im Raum Teschener Schlesien beidseits der Grenze. 
Polen besitzt eine Botschaft in Prag und ein Generalkonsulat in Ostrava. Tschechien hat eine Botschaft in Warschau.